# Маназ
Маназ (алб. Manëz) — місто в Албанії, в області та окрузі Дуррес. Колишній муніципалітет. Під час реформи місцевого самоврядування 2015 року місто стало підрозділом муніципалітету Дуррес. Розташоване на сході муніципалітету приблизно за 15 кілометрів від Дурреса і межує з Вора на північному заході.
Місто відоме штаб-квартирою вигнаної іранської шиїтської ісламістсько-марксистської політичної групи «Народні моджахеди Ірану» (PMOI/MEK), територія якої називається табором Ашраф.